# Rallye de Finlande 2015
Le 65e Rallye de Finlande est la 8e manche du Championnat du monde des rallyes 2015.
Ce rallye de Finlande se court autour de la ville de Jyväskylä sur 20 spéciales de 319,38 km.
Le rallye est remporté par le pilote finlandais Jari-Matti Latvala sur Volkswagen Polo R WRC.

## Résultats

### Classement final
| Rang              | Pilote             | Copilote          | Numéro            | Voiture               | Écurie                      | Temps             | Écart             | Points            |
| Toutes catégories | Toutes catégories  | Toutes catégories | Toutes catégories | Toutes catégories     | Toutes catégories           | Toutes catégories | Toutes catégories | Toutes catégories |
| ----------------- | ------------------ | ----------------- | ----------------- | --------------------- | --------------------------- | ----------------- | ----------------- | ----------------- |
| 1.                | Jari-Matti Latvala | Miikka Anttila    | 2                 | Volkswagen Polo R WRC | Volkswagen Motorsport       | 2 h 33 min 03 s 8 | -                 | 272               |
| 2.                | Sébastien Ogier    | Julien Ingrassia  | 1                 | Volkswagen Polo R WRC | Volkswagen Motorsport       | 2 h 33 min 17 s 5 | +13 s 7           | 213               |
| 3.                | Mads Østberg       | Jonas Andersson   | 4                 | Citroën DS3 WRC       | Citroën Total Abu Dhabi WRT | 2 h 34 min 40 s 6 | +1 min 36 s 8     | 15                |
| 4.                | Thierry Neuville   | Nicolas Gilsoul   | 7                 | Hyundai i20 WRC       | Hyundai Motorsport          | 2 h 37 min 02 s 5 | +3 min 58 s 7     | 12                |
| 5.                | Ott Tänak          | Raigo Mõlder      | 6                 | Ford Fiesta RS WRC    | M-Sport WRT                 | 2 h 37 min 33 s 1 | +4 min 29 s 3     | 10                |
| 6.                | Juho Hänninen      | Tomi Tuominen     | 15                | Ford Fiesta RS WRC    | Juho Hänninen               | 2 h 37 min 48 s 1 | +4 min 44 s 3     | 8                 |
| 7.                | Martin Prokop      | Jan Tománek       | 21                | Ford Fiesta RS WRC    | Jipocar Czech National Team | 2 h 39 min 24 s 1 | +6 min 20 s 3     | 6                 |
| 8.                | Esapekka Lappi     | Janne Ferm        | 42                | Skoda Fabia R5        | Skoda Motorsport            | 2 h 40 min 15 s 0 | +7 min 11 s 2     | 4                 |
| 9.                | Pontus Tidemand    | Emil Axelsson     | 40                | Skoda Fabia R5        | Skoda Motorsport            | 2 h 41 min 56 s 0 | +8 min 52 s 2     | 2                 |
| 10.               | Lorenzo Bertelli   | Lorenzo Granai    | 37                | Ford Fiesta RS WRC    | FWRT srl                    | 2 h 42 min 41 s 2 | +9 min 37 s 4     | 1                 |

3, 2, 1 : y compris les 3, 2 et 1 points attribués aux trois premiers de la spéciale télévisée (power stage).

### Spéciales chronométrées
| Étape                 | Spéciale | Heure   | Nom            | Distance | Vainqueur          | Temps         | Leader             |
| --------------------- | -------- | ------- | -------------- | -------- | ------------------ | ------------- | ------------------ |
| 1er jour (30 juillet) | ES1      | 19 h 00 | Harju 1        | 2,27 km  | Sébastien Ogier    | 1 min 48 s 6  | Sébastien Ogier    |
| 2e jour (31 juillet)  | ES2      | 09 h 28 | Pihlajakoski 1 | 14,51 km | Jari-Matti Latvala | 6 min 36 s 4  | Kris Meeke         |
| 2e jour (31 juillet)  | ES3      | 10 h 36 | Päijälä 1      | 23,38 km | Sébastien Ogier    | 10 min 49 s 4 | Sébastien Ogier    |
| 2e jour (31 juillet)  | ES4      | 11 h 29 | Ouninpohja 1   | 34,39 km | Sébastien Ogier    | 15 min 53 s 9 | Sébastien Ogier    |
| 2e jour (31 juillet)  | ES5      | 12 h 42 | Himos 1        | 5,62 km  | Sébastien Ogier    | 3 min 17 s 7  | Sébastien Ogier    |
| 2e jour (31 juillet)  | ES6      | 14 h 28 | Pihlajakoski 2 | 14,51 km | Jari-Matti Latvala | 6 min 32 s 0  | Sébastien Ogier    |
| 2e jour (31 juillet)  | ES7      | 15 h 36 | Päijälä 2      | 23,38 km | Kris Meeke         | 10 min 36 s 9 | Sébastien Ogier    |
| 2e jour (31 juillet)  | ES8      | 16 h 29 | Ouninpohja 2   | 34,39 km | Jari-Matti Latvala | 15 min 36 s 8 | Jari-Matti Latvala |
| 2e jour (31 juillet)  | ES9      | 17 h 42 | Himos 2        | 5,62 km  | Jari-Matti Latvala | 3 min 13 s 4  | Jari-Matti Latvala |
| 2e jour (31 juillet)  | ES10     | 19 h 00 | Harju 2        | 23,38 km | Sébastien Ogier    | 1 min 43 s 4  | Jari-Matti Latvala |
| 3e jour (1er août)    | ES11     | 08 h 08 | Mökkiperä 1    | 13,84 km | Jari-Matti Latvala | 6 min 45 s 3  | Jari-Matti Latvala |
| 3e jour (1er août)    | ES12     | 09 h 26 | Jukojärvi 1    | 21,14 km | Sébastien Ogier    | 9 min 55 s 4  | Jari-Matti Latvala |
| 3e jour (1er août)    | ES13     | 11 h 03 | Surkee 1       | 14,95 km | Sébastien Ogier    | 7 min 59 s 7  | Jari-Matti Latvala |
| 3e jour (1er août)    | ES14     | 11 h 56 | Horkka 1       | 15,59 km | Jari-Matti Latvala | 7 min 16 s 7  | Jari-Matti Latvala |
| 3e jour (1er août)    | ES15     | 14 h 37 | Mökkiperä 2    | 13,84 km | Sébastien Ogier    | 6 min 39 s 3  | Jari-Matti Latvala |
| 3e jour (1er août)    | ES16     | 15 h 55 | Jukojärvi 2    | 21,14 km | Jari-Matti Latvala | 10 min 12 s 7 | Jari-Matti Latvala |
| 3e jour (1er août)    | ES17     | 17 h 32 | Surkee 2       | 14,95 km | Jari-Matti Latvala | 7 min 51 s 5  | Jari-Matti Latvala |
| 3e jour (1er août)    | ES18     | 18 h 25 | Horkka 2       | 15,59 km | Jari-Matti Latvala | 7 min 16 s 7  | Jari-Matti Latvala |
| 4e jour (2 août)      | ES19     | 10 h 43 | Myhinpää 1     | 14,13 km | Jari-Matti Latvala | 6 min 26 s 7  | Jari-Matti Latvala |
| 4e jour (2 août)      | ES20*    | 13 h 08 | Myhinpää 2     | 14,13 km | Sébastien Ogier    | 6 min 16 s 1  | Jari-Matti Latvala |

* : Power stage, spéciale télévisée attribuant des points aux trois premiers pilotes

## Classement au championnat après l'épreuve

### Classement des pilotes
Selon le système de points en vigueur, les 10 premiers équipages remportent des points, 25 points pour le premier, puis 18, 15, 12, 10, 8, 6, 4, 2 et 1.
| Rang | Pilote              | Rallyes | Rallyes | Rallyes | Rallyes | Rallyes | Rallyes | Rallyes | Rallyes | Rallyes | Rallyes | Rallyes | Rallyes | Rallyes | Total points |
| Rang | Pilote              | MON     | SUE     | MEX     | ARG     | POR     | ITA     | POL     | FIN     | GER     | AUS     | FRA     | ESP     | GBR     | Total points |
| ---- | ------------------- | ------- | ------- | ------- | ------- | ------- | ------- | ------- | ------- | ------- | ------- | ------- | ------- | ------- | ------------ |
| 1er  | Sébastien Ogier     | 25      | 283     | 283     | 3       | 213     | 283     | 283     | 213     | -       | -       | -       | -       | -       | 182          |
| 2e   | Jari-Matti Latvala  | 191     | 0       | 0       | Ab.     | 272     | 102     | 10      | 272     | -       | -       | -       | -       | -       | 93           |
| 3e   | Mads Østberg        | 12      | 21      | 18      | 191     | 6       | 10      | 2       | 15      | -       | -       | -       | -       | -       | 84           |
| 4e   | Andreas Mikkelsen   | 15      | 15      | 172     | Ab.     | 161     | 1       | 191     | Ab.     | -       | -       | -       | -       | -       | 83           |
| 5e   | Thierry Neuville    | 10      | 202     | 51      | Ab.     | 0       | 15      | 8       | 12      | -       | -       | -       | -       | -       | 70           |
| 6e   | Kris Meeke          | 43      | 6       | 0       | 25      | 12      | 0       | 6       | 1       | -       | -       | -       | -       | -       | 54           |
| 7e   | Elfyn Evans         | 6       | 8       | 12      | 15      | 0       | 12      | 0       | 0       | -       | -       | -       | -       | -       | 53           |
| 8e   | Ott Tanak           | 0       | 12      | 0       | 1       | 10      | 0       | 172     | 10      | -       | -       | -       | -       | -       | 50           |
| 9e   | Hayden Paddon       | -       | 10      | 0       | 0       | 4       | 18      | 12      | 0       | -       | -       | -       | -       | -       | 44           |
| 10e  | Dani Sordo          | 8       | -       | 10      | 122     | 8       | 0       | 1       | 0       | -       | -       | -       | -       | -       | 39           |
| 11e  | Martin Prokop       | 2       | 4       | 8       | 12      | 1       | Ab.     | 0       | 6       | -       | -       | -       | -       | -       | 33           |
| 12e  | Khalid Al Qassimi   | -       | -       | -       | 8       | 0       | 1       | -       | 0       | -       | -       | -       | -       | -       | 9            |
| 13e  | Juho Hänninen       | -       | -       | -       | -       | -       | -       | -       | 8       | -       | -       | -       | -       | -       | 8            |
| 14e  | Yuriy Protasov      | 0       | 2       | 0       | 0       | -       | 6       | -       | 0       | -       | -       | -       | -       | -       | 8            |
| 15e  | Abdulaziz Al-Kuwari | -       | -       | 0       | 6       | 0       | 0       | -       | -       | -       | -       | -       | -       | -       | 6            |
| 16e  | Nasser Al-Attiyah   | -       | -       | 6       | -       | 0       | 0       | Ab.     | -       | -       | -       | -       | -       | -       | 6            |
| 17e  | Robert Kubica       | Ab.     | 0       | 0       | -       | 2       | 0       | 4       | Ab.     | -       | -       | -       | -       | -       | 6            |
| 18e  | Sébastien Loeb      | 62      | -       | -       | -       | -       | -       | -       | -       | -       | -       | -       | -       | -       | 6            |
| 19e  | Diego Domínguez     | -       | -       | -       | 4       | -       | -       | -       | -       | -       | -       | -       | -       | -       | 4            |
| 20e  | Paolo Andreucci     | -       | -       | -       | -       | -       | 4       | -       | -       | -       | -       | -       | -       | -       | 4            |
| 21e  | Esapekka Lappi      | -       | -       | -       | -       | 0       | 0       | 0       | 4       | -       | -       | -       | -       | -       | 4            |
| 22e  | Pontus Tidemand     | -       | 0       | -       | -       | 0       | -       | 0       | 2       | -       | -       | -       | -       | -       | 2            |
| 23e  | Nicolás Fuchs       | -       | -       | 2       | Ab.     | 0       | 0       | 0       | Ab.     | -       | -       | -       | -       | -       | 2            |
| 24e  | Gustavo Saba        | -       | -       | -       | 2       | -       | -       | -       | -       | -       | -       | -       | -       | -       | 2            |
| 25e  | Jan Kopecký         | -       | -       | -       | -       | -       | 2       | -       | -       | -       | -       | -       | -       | -       | 2            |
| 26e  | Jari Ketomaa        | -       | 0       | 1       | 0       | Ab.     | -       | 0       | -       | -       | -       | -       | -       | -       | 1            |
| 27e  | Lorenzo Bertelli    | 0       | Ab.     | Ab.     | 0       | Ab.     | Ab.     | 0       | 1       | -       | -       | -       | -       | -       | 1            |

| Couleur | Résultat                                                         |
| ------- | ---------------------------------------------------------------- |
| Or      | Vainqueur                                                        |
| Argent  | 2e place                                                         |
| Bronze  | 3e place                                                         |
| Vert    | Classé, dans les points                                          |
| Bleu    | Classé, hors des points Non classé (Nc.)                         |
| Mauve   | Abandon (Ab.) Retrait (Re.)                                      |
| Noir    | Disqualifié (Dq.)                                                |
| Blanc   | N'a pas pris le départ (Np.) Forfait (Forf.) Épreuve annulée (A) |
| Aucune  | N'a pas participé (-)                                            |

3, 2, 1 : y compris les 3, 2 et 1 points attribués aux trois premiers de la spéciale télévisée (power stage).

### Classement des constructeurs
| Rang | Équipe                                   | Rallyes | Rallyes | Rallyes | Rallyes | Rallyes | Rallyes | Rallyes | Rallyes | Rallyes | Rallyes | Rallyes | Rallyes | Rallyes | Total points |
| Rang | Équipe                                   | MON     | SUE     | MEX     | ARG     | POR     | ITA     | POL     | FIN     | GER     | AUS     | FRA     | ESP     | GBR     | Total points |
| ---- | ---------------------------------------- | ------- | ------- | ------- | ------- | ------- | ------- | ------- | ------- | ------- | ------- | ------- | ------- | ------- | ------------ |
| 1er  | Volkswagen Motorsport                    | 43      | 25      | 31      | 4       | 43      | 33      | 35      | 43      | -       | -       | -       | -       | -       | 257          |
| 2e   | Citroën Total Abu Dhabi World Rally Team | 12      | 8       | 22      | 43      | 18      | 12      | 10      | 16      | -       | -       | -       | -       | -       | 141          |
| 3e   | Hyundai World Rally Team                 | 27      | 28      | 20      | 10      | 9       | 19      | 10      | 16      | -       | -       | -       | -       | -       | 139          |
| 4e   | M-Sport World Rally Team                 | 12      | 20      | 16      | 23      | 10      | 18      | 15      | 12      | -       | -       | -       | -       | -       | 126          |
| 5e   | Volkswagen Motorsport II                 | -       | 15      | -       | 0       | 15      | 1       | 18      | 0       | -       | -       | -       | -       | -       | 49           |
| 6e   | Hyundai Motorsport N                     | -       | 1       | 2       | 6       | 4       | 18      | 12      | 0       | -       | -       | -       | -       | -       | 43           |
| 7e   | Jipocar Czech National Team              | 6       | 4       | 10      | 12      | 2       | 0       | 1       | 8       | -       | -       | -       | -       | -       | 43           |
| 8e   | FWRT s.r.l.                              | 1       | 0       | 0       | 2       | 0       | 0       | 0       | 6       | -       | -       | -       | -       | -       | 9            |